# Palivuk
Palivuk  je naseljeno mjesto u općini Kotor Varoš, Republika Srpska, Bosna i Hercegovina.

## Zemljopis
Palivuk se nalazi na upadljivom brežuljku na obroncima desne obale rijeke Vrbanje u Bosni i Hercegovini. Lokalne ceste povezane su na regionalnu cestu R-440: Kruševo Brdo - Šiprage - [Obodnik] - Kotor Varoš - Banja Luka.

## Povijest
Tijekom Drugog svjetskog rata, selo je sudjelovalo u otporu protiv nacističke okupacije i bilo je partizansko sklonište u srpnju 1944. godine.  Palivuk je primio veliki broj ranjenih boraca otpora koji su evakuirani iz područja u klanac oko Demićke rijeke (blizu Šipraga) tijekom Šeste neprijateljske ofenzive. Zbog udaljenosti i udaljenosti od većih lokalnih središta, selo je bilo sigurno utočište za mnoge stanovnike regije kada su njemačke nacističke snage napredovale.
Tijekom Rata u Bosni i Hercegovini (1992-95), policija i paravojne snage Vojske Republike Srpske (VRS) srušile su okolna sela Bošnjaka. Rušenje je posebno koncentrirano uzvodno od Palivuka, uz Vrbanju do Kruševa Brda, kao i svih bošnjačkih i hrvatskih sela nizvodno do Banja Luke. Mnogi lokalni stanovnici su ubijeni, a većina je protjerana iz regije. Nakon završetka rata 1996. godine, mnoga bosanska sela oko Šipraga dijelom su obnovljena naporima nove vlade i vojnika BEELUGA (skr. Belgija — Luxembourg — Grčka — Austrija, s aktivnostima Misije EUFOR - SFOR. Međutim, Palivuk nije bio uključen u taj program obnove.

## Stanovništcvo

### 1991.
Nacionalni sastav stanovništva 1991. godine, bio je sljedeći:
ukupno: 391
- Muslimani - 252
- Srbi - 137
- Jugoslaveni - 1
- ostali, neopredijeljeni i nepoznato - 1

### 2013.
Nacionalni sastav stanovništva 2013. godine, bio je sljedeći:
ukupno: 23
- Srbi - 15
- Bošnjaci - 8